# ハーヴェストホールディングス
株式会社ハーヴェストホールディングスは、大阪府豊中市に本社を置いていた日本の旅行会社・貸切バス事業者である。主に旅行商品（募集型企画旅行）の企画・販売を取り扱うほか、都市間ツアーバスを催行した。HS観光の名で貸切バス事業も行っていた。

## 概要
1995年（平成7年）12月12日に兵庫県伊丹市にて株式会社ハーヴェストとして創業し、社員旅行・個人旅行のあっせん業務や、添乗員派遣業務などを行っていた。
その後、東京、名古屋に営業所を出し、2005年（平成17年）には業務拡張により大阪府大阪市内に移転した。その際、社名を株式会社ハーヴェストツアーに変更している。2006年（平成18年）には、旅行業登録を2種から1種への変更を行い、海外旅行の募集型企画旅行を開始した。また同年6月にはバスを所有して自社による運行を始めた。2008年（平成20年）6月には株式会社ハーヴェストホールディングスに社名変更を行った。同社は関東・関西と温泉地を結ぶツアーバス「温泉ライナー」や、都市間ツアーバス「ハーヴェストライナー」を中心に催行し、バス保有台数を増やして旅行会社から貸切バスを大量受注し、ツアーバスを拡充させた。
しかし競争の激化により、当初からツアーバス運賃や貸切バス価格は下落傾向にあり採算維持がようやくであった。さらに2011年（平成23年）3月の東日本大震災で、「温泉ライナー」の催行が不能となったことで損失が発生し、最終赤字・債務超過に陥っていた。
加えて2012年（平成24年）4月29日、自社が催行し金沢駅と高岡駅で乗客を乗せた新宿駅・東京駅経由東京ディズニーランド行きツアーバス「ハーヴェストライナー」が群馬県藤岡市岡之郷の関越自動車道上り線藤岡ジャンクション付近の側壁に衝突して大破し、バスの乗員乗客46名のうち7名が死亡、39名が負傷する事故が発生した（事故に関する詳細は関越自動車道高速バス居眠り運転事故を参照）。
これにより「ハーヴェストライナー」をすべて「自粛運休」として全面運休したのち、事業継続が困難として同年7月2日に事業を停止した。一般貸切旅客自動車運送事業については7月4日に事業廃止を届け出ている。旅行業については7月5日に旅行業の事業廃止を届け出、7月6日付で登録を抹消された。7月23日に大阪地方裁判所に破産申請を行い、7月26日に破産手続開始決定を受けた。負債総額は推定6億5,000万円。2014年5月16日付で破産手続が終結し、会社は消滅した。

## 営業所一覧
- 大阪本社（大阪府豊中市）
- 東京支店（東京都）
- 名古屋営業所（愛知県名古屋市）
- 福岡営業所（福岡県福岡市）
- 白馬営業所（長野県北安曇郡）

## 関係会社
- HSサポート（東京都新宿区）[1]
- ハーヴェストサポート（名古屋市中村区）[1]
- HS観光バス（富山県南砺市）[1]
- HS観光バス西日本（大阪府豊中市）[1]

## 都市間ツアーバス
愛称は「ハーヴェストライナー」。
- 関東 - 関西
- 関東 - 名古屋
- 関東 - 福島・仙台
- 関東 - 長野
- 関東 - 金沢・富山
- 関東 - 広島（季節便）
- 関東 - 三重
- 関東 - 草津温泉
- 関西 - 九州

## 関越自動車道事故における観光庁の対応
上記の関越道での事故を受け、観光庁は2012年4月30日、5月2日の2回に渡り、ハーヴェストホールディングスへの立入検査を実施し、「旅行者が提供を受ける旅行サービスの内容を明示しないという旅程管理義務違反等」が確認された。
事故後、近畿運輸局がハーヴェストに対し、3回にわたり立ち入り検査したところ、事故を起こしたツアーバスの運行を委託した「陸援隊」の社名を乗客に事前に知らせなかった旅行業法違反のほか、法令違反が複数確認された。このため観光庁は旅行業法に基づきハーヴェストホールディングスに業務停止の行政処分をする方針を固め、不利益処分の為の聴聞を2012年6月18日に実施した。公表された不利益処分の原因となる事実は以下の通りである。
1. 2012年1月2日以降に実施したツアー（募集型企画旅行）において、ツアーバスの乗車場所で、所定の外務員証を携帯しない者に、旅行代金の収受を行わせていた。
2. 2012年4月27日に実施した東京発のツアー等において、旅行者に対して、発地及び着地のいずれもが当該貸切バス事業者の営業区域外となる運送サービスの提供をあっせんした。
3. 2012年4月27日に実施した東京発のツアー及び2012年4月28日に実施した金沢発のツアーにおいて、当該貸切バス事業者に配車指示書が到達したことの確認を行わず、旅行に関する計画に定めるサービスの旅行者への確実な提供を確保するために旅行の開始前に必要な措置を講じなかった。

不利益処分の内容は以下の通りである。
- 旅行業法違反（第12条の6第1項・第13条第3項・第12条の10）による業務停止命令（同法第19条第1項）

ハーヴェストホールディングスは陳述書を提出し、聴聞を欠席した。陳述書で「処分理由はなく、仮に理由が存在するとしても軽微な違反」とし「指摘の処分予定について再考いただき、寛大な処分をお願い申し上げる」と訴えた。要旨は以下の通り。
1. 振り込みが間に合わずに乗車場で支払いを求める予約者があり、「この場合は乗車拒否をすべきだが、バスの乗務員等がその場で機転を利かし、代金を収受して乗車させた」
2. もともとの発地が東京ディズニーリゾート（TDR）の設定であったが、運行日直前にTDR発のキャンセルがあったため、出発当日にTDR経由をせず、直接東京駅に向かうように指示した
3. 弊社が直接確認しなかった点を問題にしているようだが、そもそもA社への依頼にバス会社の手配とバス会社への配車指示書の送付も含んでいるため、弊社が確認する必要はないと考えていた

その後、観光庁は2012年7月5日付でハーヴェストホールディングスに上記の通りの法令違反があったとして、2012年8月20日まで47日間の業務停止命令を下した。しかし、前述にもあったようにこの時点で既に旅行業登録を抹消、事業停止となっていた。

## 脚註
1. 1 2 3 4 5 6 7 8 9 10  “大型倒産速報”.   帝国データバンク (2012年7月2日). 2012年7月4日時点のオリジナルよりアーカイブ。2013年5月11日閲覧。
2. ↑  “壁に激突して7人死亡、2人重体 関越道”. MSN産経ニュース (産経デジタル). (2012年4月29日).  オリジナルの2012年4月29日時点におけるアーカイブ。 2012年4月29日閲覧。
3. ↑  “ハーヴェストライナー運休のご案内”.   ハーヴェストホールディングス (2012年5月16日). 2012年6月23日時点のオリジナルよりアーカイブ。2012年5月22日閲覧。
4. ↑  『株式会社ハーヴェストホールディングスによる事業の廃止届出書の提出について』（プレスリリース）国土交通省、2012年7月6日。2012年7月10日閲覧。
5. ↑  『株式会社ハーヴェストホールディングスによる事業の廃止届出書の提出について』（プレスリリース）観光庁、2012年7月6日。
6. ↑  “倒産速報 （株）ハーヴェストホールディングス”.  東京商工リサーチ (2012年8月1日). 2012年8月2日閲覧。[リンク切れ]
7. ↑  『旅行業者への立入検査について』（PDF）（プレスリリース）"国土交通省観光庁、2012年5月7日。2012年6月17日閲覧。
8. ↑  “大阪・豊中のツアー会社を業務停止へ、6月上旬にも通知”. MSN産経west (産経デジタル). (2012年5月30日).  オリジナルの2012年5月30日時点におけるアーカイブ。 2012年5月30日閲覧。
9. ↑  『旅行会社に対する聴聞を開催します』（プレスリリース）国土交通省観光庁、2012年6月8日。2012年6月17日閲覧。
10. ↑  “ハーヴェスト、行政処分予定の再考求める－観光庁の聴聞で陳述書”. Travel vision (トラベルビジョン). (2012年6月18日) 2012年6月23日閲覧。
11. ↑  『旅行業者に対する業務停止処分を行いました』（プレスリリース）国土交通省観光庁、2012年7月5日。2012年7月6日閲覧。